# Alimentos funcionales

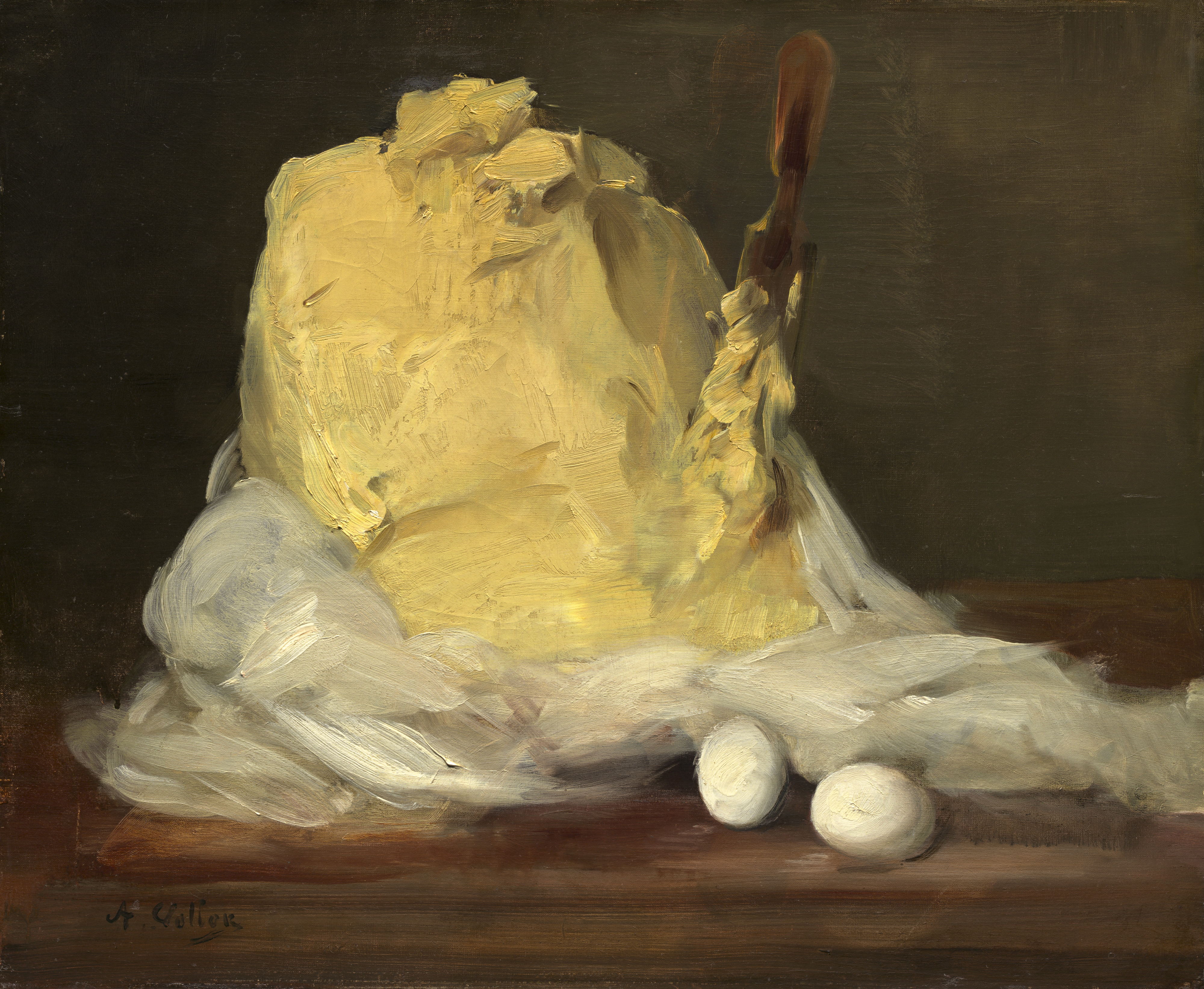
La mantequilla y los huevos son casos habituales de alimentos funcionales.

Alimentos funcionales (en la literatura especializada se suele abreviar como AF), también dichos alicamentos son aquellos alimentos que son elaborados no solo por sus características nutricionales sino también para cumplir una función específica como puede ser el mejorar la salud y reducir el riesgo de contraer enfermedades. Para ello se les agregan componentes biológicamente activos, como minerales, vitaminas, ácidos grasos, fibra alimenticia o antioxidantes como polifenoles. A esta operación de añadir nutrientes exógenos se le denomina también fortificación. Este tipo de alimentos es un campo emergente de la ciencia de los alimentos que ve una posibilidad muy amplia de investigación alimentaria. Entre los logros más mencionados en la literatura científica y en el marketing de los productos alimenticios se encuentra la mejora de las funciones gastrointestinales, el aporte de sistemas redox y antioxidante, así como la modificación del metabolismo de macronutrientes.
Existe, no obstante, una preocupación creciente desde finales del siglo XX por parte de las autoridades sanitarias en lo que respecta a la educación del consumidor sobre el consumo y las propiedades atribuidas a este tipo de alimentos. Las autoridades alimentarias y sanitarias de todo el mundo reclaman a los consumidores que el consumo de estos alimentos sea parte de una dieta equilibrada y en ningún caso como un substituto de la misma. A pesar de este crecimiento en la demanda, la comunidad científica mundial se encuentra evaluando la idoneidad para la salud humana del consumo de este tipo de alimentos, sobre todo si se consideran consumos a largo plazo. Este tipo de alimentos cubre un amplio espectro de posibilidades que pueden ir desde simples cereales y sus productos, lácteos diversos hasta pasar por alimentos de diseño o frutas con alto nivel de antioxidantes.

## Historia
A pesar de que la idea y uso de alimento funcional es muy antigua y estaba fundamentada en la visión del alimento como un fármaco, el concepto 'per se' nace en Corea del Sur en los años 1980s cuando las autoridades alimentarias coreanas tomaron conciencia de que para controlar los gastos globales en salud era necesario desarrollar alimentos que mejoraran la calidad de vida de la población, cubriendo ciertas 'deficiencias pandémicas'. En esta época se establece por primera vez en Japón el concepto nutricional de "Alimentos solamente naturales" (en inglés Foods for Only Natural, cuyo acrónimo es: FON). La demanda de este tipo de alimentación ha crecido espectacularmente en este país asiático desde finales del siglo XX.
Poco a poco fue apareciendo en diversos países europeos la necesidad de regular este tipo de alimentación. Nacen proyectos específicos dentro del área de alimentación funcional bajo el auspicio del ILSI (International Life Sciences Institute). Poco a poco la preocupación sobre este tipo de alimentación se hizo internacional a finales del siglo XX. La aparición de patentes relativas al diseño de alimentos funcionales y su beneficio económico (caso del benecol) ha disparado el interés por parte de la industria alimentaria.

## Definiciones
No existe una definición ni legislación mundialmente consensuada para catalogar este tipo de alimentos; inclusive hay variaciones en el término utilizado para referirse a los mismos dependiendo del país y el contexto. Esto ha dado lugar a multitud de acepciones como alimentos de diseño, nutracéuticos, alicamentos y farmalimentos. Estas definiciones pueden considerarse lo mismo a efectos prácticos, pero con matices distintos.
No obstante algunas de las agencias internacionales y organismos gubernamentales de algunos países encargados de vigilar la salud alimentaria han redactado pequeñas definiciones genéricas. Un ejemplo es el Food Information Council (FIC) que los define como aquellos alimentos que proporcionan beneficios para la salud más allá de la nutrición básica. La definición de la FUFOSE recalca por ejemplo la demostración científica en el alimento de mejorar en una o varias funciones en el organismo. Así mismo el séptimo programa marco de la UE hace hincapié en la necesidad de acciones de investigación, desarrollo tecnológico y demostración científica.

## Organismos reguladores
En Europa existe la organización denominada FUFOSE (Functional Food Science in Europe) que tiene como objetivo desarrollar y establecer un único enfoque científico acerca de las pruebas necesarias en el apoyo de productos alimenticios que puedan tener un efecto beneficioso sobre una función fisiológica del cuerpo humano y mejorar con ello el estado de salud y bienestar de los individuos, así como reducir el riesgo aparición de enfermedades. Un organismo sin ánimo de lucro y de ámbito internacional es el International Life Sciences Institute (ILSI) que desde el año 1978 intenta avanzar en la comprensión de los temas científicos relacionados con la nutrición, la seguridad alimentaria, toxicología y medio ambiente, una de las ramas de esta organización trabaja en conjunción con el FUFOSE en Europa en el establecimiento de nuevas guías y recomendaciones acerca de este tipo de alimentos.

## Características
La principal tarea de una dieta es proporcionar los nutrientes suficientes como para cumplir los requerimientos metabólicos que mantengan la salud al mismo tiempo que se pueda proporciona al consumidor una sensación de satisfacción y de bienestar. Las investigaciones realizadas en nutrición durante la segunda mitad del siglo XX empezaron a arrojar datos acerca de la posibilidad de modular ciertas funciones de la salud mediante el consumo de alimentos fortificados o enriquecidos con elementos activos como pueden ser el uso de ciertos micronutrientes Como definición de trabajo se puede decir que un alimento es funcional si contiene algún componente (sea o no un nutriente) que beneficia una o un número limitado de funcionalidades en el cuerpo proporcionando salud (entendida como reducción de riesgo de enfermedad) y bienestar. Un alimento funcional puede ser un macronutriente si éste posee efectos fisiológicos específicos (como puede ser el empleo de un almidón resistente a los jugos gástricos o un ácido graso) o incluso un nutriente esencial que su consumo es superior a la Cantidad Diaria Recomendada. Puede referirse a un componente alimenticio que a pesar de poseer un valor nutritivo, no es esencial (como por ejemplo los oligosacáridos) o incluso puede carecer de valor nutritivo (como pueden ser los organismos vivos o compuestos químicos de plantas).
Se entiende por Alimentos Fortificados aquellos alimentos en los cuales la proporción de proteínas y/o aminoácidos y/o vitaminas y/o substancias minerales y/o ácidos grasos esenciales es superior a la del contenido natural medio del alimento corriente, por haber sido
suplementado significativamente (entre un 20 y un 100 %). En el caso de los productos“enriquecidos” son aquellos que por políticas sanitarias o alimentarias deben ser adicionados con cantidades específicas de determinados nutrientes,según la legislación lo explicite, atendiendo a las necesidades de un grupo en particular o una carencia poblacional generalizada.

### Procesado de alimentos funcionales
Un alimento puede acabar siendo funcional si durante su procesado se le ha realizado cualquiera de estas operaciones: 
1. Eliminación de un componente alimenticio conocido como causante o determinante de una enfermedad. Ejemplos pueden ser las proteínas alergénicas de ciertos alimentos, la eliminación de la lactosa de ciertos productos lácteos (no se elimina, simplemente se hidroliza la lactosa, pero sigue teniendo los mismos azúcares).
2. Incremento en la concentración de un componente alimenticio. Esta operación de fortificación, o añadidura de un componente activo, hace que la dosis diaria del mismo se acerque a las recomendaciones de los organismos reguladores, lo que a la larga redundará en una disminución de riesgos de enfermedad.
3. Adición de un componente que no está presente en la mayoría de los alimentos. No necesariamente debe ser un macronutriente o un micronutriente.
4. Reemplazo de macronutrientes. Por regla general un macronutriente (como puede ser la grasa).
5. Incrementando la biodisponibilidad o estabilidad de un componente conocido con el objeto de producir un efecto funcional o reducir la aparición de enfermedades.

### Algunos objetivos de los alimentos funcionales
Algunos de los alimentos funcionales se han diseñado para cubrir ciertos aspectos como:
1. Funciones gastrointestinales. Estas funciones incluyen aquellas que están asociadas a la microbiota bacteriana en el colon, mediar en la actividad endocrina del tracto digestivo, actuar sobre la actividad inmune del tracto, control de la biodisponibilidad (sobre todo de minerales), control del tiempo de tránsito.
2. Sistemas redox y antioxidante. Estos sistemas requieren un insumo equilibrado de antioxidantes y (pro-) vitaminas así como de componentes alimentarios tales como los polifenoles y otros antioxidantes naturales de origen vegetal. Las actividades redox y la protección antioxidante son muy importantes para las células y tejidos y su desequilibrio se asocia con la aparición de diversas enfermedades. A pesar de estas hipótesis fundadas existen todavía problemas en la comunidad científica a la hora de demostrar los efectos beneficiosos de los antioxidantes en los alimentos funcionales.[12]
3. Metabolismo de macronutrientes - Este objetivo es específico del metabolismo de carbohidratos, metabolismo de aminoácidos, y ácidos grasos.
4. Ayudas al feto - El alimento de la madre y del feto son objetivos en algunos alimentos funcionales, un ejemplo es el ácido fólico.
5. Metabolismo xenobiótico y su modulación mediante componentes no-nutritivos, tal y como algunos fitoquímicos.
6. Modificar el humor y la capacidad psicológica

Algunos ejemplos son:
- Huevos enriquecidos con ácidos grasos esenciales omega-3, ayudan a reducir el riesgo de afecciones cardíacas.
- Leche y yogures fermentados con cultivos probióticos facilitan la digestión.
- Cereales con ácido fólico, que ayudan a reducir el número de niños que nacen con espina bífida
- Margarinas con fitoesteroles (benecol) que reducen el colesterol y disminuyen el riesgo de padecer afecciones cardiácas

## La polémica
La aparición de los alimentos funcionales ha creado desde su comienzo una gran esperanza entre los consumidores que buscan con afán productos más saludables, productos que mejoren su calidad de vida y enfermedades que los afectan. Se han publicado numerosos estudios científicos acerca de la eficiencia de los alimentos funcionales y de la necesidad real de incorporar probióticos en diversos alimentos por parte de la industria. Los resultados son variables, van desde los que demuestran éxito, tales como los que verifican que el consumo de probióticos mejora cuadros de diarrea, o los que incorporan su consumo luego de largos tratamientos con antibióticos de amplio espectro. También se encuentran publicados estudios que fallan en encontrar diferencias para la salud luego del consumo de probióticos y critican su empleo.
Existe sin embargo confusión respecto a los resultados, ya que en muchos casos se considera como probióticos a cepas bacterianas que no lo son. Para evitar esto se dispone hoy de un set de estrictas pruebas biológicas y tecnológicas que deben ser cumplidas antes de etiquetar a una o más cepas bacterianas como realmente probióticas.
Solo cuando exista una estricta supervisión por parte de un ente externo se podrá tener certeza respecto a los resultados.

## Tendencias futuras
Existe una gran actividad de investigación debido fundamentalmente a la cantidad de preguntas sin respuesta postuladas por muchos dietistas.[cita requerida] Se pretende averiguar si los alimentos funcionales proporcionan un substrato adecuado para la absorción de nutrientes funcionales, si mejoran substancialmente la salud.